# LogicMonitor, Inc.
LogicMonitor, Inc. — американская компания, основной деятельностью которой является разработка и поддержка одноименной SaaS-платформы, осуществляющей сетевой мониторинг, управление системами и компьютерными сетями компаний-клиентов. Платформа LogicMonitor используется известными компаниями, такими как Trulia, Citrix, Zendesk, JetBlue, National Geographic и др..
Штаб-квартира LogicMonitor, Inc. расположена в Санта-Барбаре, штат Калифорния, США. Дополнительные офисы имеются в Остине (Техас, США), Лондоне, Сингапуре, и Чэнду (Китай).

## Платформа LogicMonitor
Платформа LogicMonitor осуществляет мониторинг сотен типов сетевых устройств, а также операционных систем, гипервизоровs баз данных, дисковых массивов, и провайдеров облачных сервисов (Amazon Web Services, Microsoft Azure). Непосредственно слежением за сетью занимается один или несколько программных агентов (так называемые "коллекторы"), которые устанавливают в сети клиента. Коллекторы платформы LogicMonitor не нуждаются в установке на каждый хост, вместо этого они используют стандартные сетевые протоколы для опроса устройств в сети. Собрав таким образом данные о состоянии сети, они направляют их в дата-центр LogicMonitor. Дата-центр обрабатывает их, оценивает, и в случае обнаружения аномалий, шлёт алерты подписавшимся клиентам (посредством электронной почты, SMS, или телефонных звонков). LogicMonitor поддерживает целый ряд методов сбора данных: WMI, SNMP, Perfmon, JDBC, JMX, IPMI, чтение веб-страниц, чтение логов, собственные скрипты, и различные предоставляемые вендорами  API (NetApp, VMware, Citrix Xen,  и т.д.). Для максимального облегчения работы с платформой, в ней реализованы такие функции как автообнаружение и конфигурируемые пороги алертов.

## Бизнес
По сведениям CrunchBase, со времени основания в 2008 и до 2015 г. LogicMonitor собрал более $13 млн венчурного капитала в трёх раундах финансирования. По словам Кевина Мак-Гибена, президента и CEO LogicMonitor, в 2012 г. LogicMonitor получил ещё $21 млн. финансирования от неуказанного источника. В 2016 г. LogicMonitor получил финансирование неожиданно крупного размера: $130 млн., от Providence Strategic Growth — филиала крупной инвестиционной фирмы Providence Equity Partners. В интервью Business Insider Мак-Гибен прокомментировал выбор такого инвестора тем, что отказ от традиционной венчурной фирмы из Силиконовой долины в пользу сотрудничества с Providence позволит LogicMonitor продолжать реализовывать свою бизнес-модель в долгосрочной перспективе; при этом Мак-Гибен охарактеризовал LogicMonitor как фирму, которая построена не по стандарту стартапов Силиконовой долины.